# 北方司令部 (以色列)
北方司令部（希伯來語：‎ Pikud Tzafon ，通常缩写为Patzan ）是以色列国防军的一個地区司令部，管轄區為以色列北部与叙利亚和黎巴嫩的边界地區。

## 历史
1960年代和70年代的战争期间，北方司令部负责在戈兰高地和黎巴嫩边境與敘利亞作戰。20世纪70年代和80年代，北方司令部主要與巴勒斯坦解放組織作戰。第五次中东战争开始，北方司令部又要與真主党作戰。2000年期间，北方司令部從黎巴嫩南部安全区撤离。

## 結構

北方司令部指揮結構圖（2023年）

北方司令部負責指揮從戈蘭高地的黑門山到內坦亞地區的部隊，詳情如下：
- 北方司令部（位於采法特）
  -  第36裝甲師
    -  第1戈蘭尼步兵旅
    -  第6步兵旅 (預備)
    -  第7裝甲旅
    -  第188裝甲旅
    -  第282砲兵旅

  -   第91裝甲師 
    -  第3步兵旅 (預備)
    -  第8裝甲旅 (預備)
    -  第300國土旅 – 以色列與黎巴嫩邊境西部
    -  第769國土旅 – 以色列與黎巴嫩邊境東部
    -  第7338炮兵旅 (預備)

  -   第146師
  -   第210裝甲師
  -  北方司令部通訊營
  -  北方司令部工程單位
  -  北方司令部情報單位
  -  北方司令部軍事警察單位
  -  北方司令部醫療單位
  -  北方司令部維修單位
  -  北方司令部訓練基地
  -  第5001運輸單位
  -  第5002運輸單位
  -  第5003運輸單位